# 友子南毛介
友子南毛介（学名：Austrolimoosella tomokoae）为粗面介科南毛介屬下的一个种。